# عبد الله بن حمد آل خليفة
الشيخ عبدالله بن حمد آل خليفة (مواليد 30 يونيو 1975) ثاني أبناء الملك حمد بن عيسى آل خليفة ملك البحرين من زوجته الأولى الأميرة سبيكة بنت إبراهيم آل خليفة. يشغل حالياً منصب الممثل الشخصي لجلالة الملك ومنصب رئيس المجلس الأعلى للبيئة.

## حياته
مثل كل أعضاء العائلة المالكة فإن عبد الله عضو بارز في القضاء المدني.
علاوة على ذلك فإن عبد الله لديه اهتمام بالموسيقى ومزودة قصره في المملكة باستوديو تسجيل. لديه أيضا منزل في كنسينغتون في لندن وكوخ في ديفون بإنكلترا. موسيقيا يستمتع بسماع لد زبلين وبوب مارلي ويمتلك غيتار غيبسون الكهربائي وقيادة هارلي-ديفيدسون.
الشيخ عبدالله يشغل أيضا منصب رئيس اتحاد السيارات البحريني واللجنة الدولية للكارتينغ.

## المناصب التي شغلها
في 17 يونيو 2000 أصدر الملك حمد بن عيسى آل خليفة ملك البحرين مرسوماً بتعينه نائباً لرئيس الهيئة الوطنية لحماية الحياة الفطرية
وفي 3 نوفمبر 2001  أصدر الملك حمد بن عيسى آل خليفة ملك البحرين مرسوماً بتعينه محافظاً للمحافظة الجنوبية 
في 6 نوفمبر 2002 أصدر الملك حمد بن عيسى ال خليفة ملك البحرين مرسوماً بتعينه رئيساً للهيئة الوطنية لحماية الحياة الفطرية وأستمر في المنصب حتى 25 سبتمبر 2012 حيث تم ألغاء الهيئة
وفي 23 مارس 2011 أصدر الملك حمد بن عيسى آل خليفة ملك البحرين أمر ملكي بتعينه ممثلاً شخصياً للملك
وفي 27 ديسمبر 2012 أصدر الملك حمد بن عيسى آل خليفة ملك البحرين مرسوماً بتعينه رئيساً للمجلس الأعلى للبيئة

## الحياة الشخصية
تزوج الشيخ عبدالله من ابنه عمه الشيخة حصة بنت خليفة آل خليفة، وأنجب ثلاثة أبناء:
- الشيخ عيسى (ولد في عام 1999).
- الشيخ سلمان ( ولد في عام 2003).
- الشيخة نورة (ولدت في عام 2000).
- الشيخة حصة.

يذكر أن الشيخة حصة هي عضو في المجلس الأعلى للمرأة من 2001 إلى 2004 ثم عضو دائمة اعتبارا من عام 2004 والمديرة التنفيذية لمؤسسة إنجاز البحرين منذ عام 2005 وعضوة في حركة سوزان مبارك الدولية من أجل السلام وعضوة في القيادات العربية الشابة عن البحرين).

## الصداقة مع مايكل جاكسون
عبد الله صديق لوقت طويل لأسطورة البوب الأمريكي مايكل جاكسون وقد أقرض عبد الله جاكسون 2.2 مليون جنيه استرليني لدفع ديونه بعدها دعا عبد الله جاكسون وأطفاله وموظفيه الشخصيين إلى البقاء في البحرين وهو ما تم في 30 يونيو 2005.
كجزء من خطة لإحياء جاكسون مهنيا بصدور ألبوم جديد فبعد إعصار كاترينا اقترح عبد الله على جاكسون تسجيل أغنية لدي هذا الحلم التي كتب كلماتها ويوجه دخلها للأعمال الخيرية وأن يتم تسجيلها في استوديو في لندن. قام جاكسون بتسجيل الأغنية في لندن ولكن لم يتم إصدارها بسبب أن شريك الإنتاج مجموعة بحرين. غادر جاكسون المملكة في مايو 2006 إلى إيرلندا.
في نوفمبر 2008 بعد محاولة لاسترداد 4.7 مليون جنيه استرليني قيمة التكاليف المعيشية لجاكسون الذي قال أنها كانت هدايا فإن عبد الله قام برفع دعوى قضائية ضد المغني من خلال المحكمة العليا في لندن. ادعى عبد الله أنه على الرغم من دفع 1.5 مليون جنيه استرليني تكلفة تسجيل أغنية لجاكسون لصالح ضحايا إعصار كاترينا فإن المغني فشل في الحضور إلى الاستوديو للتسجيل النهائي وإصدار الأغنية. قال بانكيم ثانكي ممثل عبد الله أمام المحكمة العليا أنه بعد يوم واحد من انتهاء محاكمته الجنائية في كاليفورنيا فقد سجّل أغنية للنشر على أن يعود ريعها لمساعدة ضحايا تسونامي في المحيط الهندي فإن عبد الله شعر «بشعور قوي بالخيانة الشخصية» بعد تشكيل «علاقة شخصية وثيقة» مع المغني.